# Alberto Solaeta Bonet
Alberto Solaeta Bonet   (Santoña, 14 d'octubre de 1970) és un exfutbolista càntabre, que jugava de migcampista.
Va jugar en els equips del Santoña, el Racing de Santander, el Vila-real CF, la SD Huesca, el Màlaga CF o la Cultural Leonesa. Amb l'equip santanderí, va jugar sis partits a primera divisió la temporada 93/94, mentre que a la seua època grogueta va sumar 31 partits en Segona Divisió.

## Clubs
Clubs:
- 90/91 Santoña
- 91/92 Racing Santander (2a)
- 92/93 Racing Santander (2a) 23/0
- 93/94 Racing Santander (1a) 6/0
- 94/95 Vila-real (2a) 19/0
- 95/96 Vila-real (2a) 12/0
- 96/97 Huesca (2aB)
- 96/97 Málaga (2aB)
- 97/98 Cultural Leonesa (2aB)